# Pianificatore territoriale
Il Pianificatore Territoriale è il principale professionista di riferimento in merito alla pianificazione territoriale ed urbanistica.

## Attività
Il Pianificatore Territoriale si occupa principalmente della pianificazione e progettazione della città, del territorio e dell'ambiente, al cui interno sono previsti interventi edilizi. La sua attività riguarda inoltre non solo di tutte quelle trasformazioni su scala urbana e territoriale che caratterizzano una determinata città o territorio, ma anche di tutti i processi e le dinamiche socioeconomiche che di queste trasformazioni sono al tempo stesso origine e risultato.

## Professione in Italia
In passato con legge sulle professioni di Ingegnere e Architetto del 1923 e con il relativo regolamento di attuazione si attribuiva ad Ingegneri ed Architetti le competenze esclusive di tale professione. Più tardi, nel 1992, anche le figure del dottore agronomo e del dottore forestale acquisiscono talune prerogative legate alla pianificazione territoriale e all'urbanistica.
Con la nascita dei Corsi di Laurea in Urbanistica (1971 presso l'Università IUAV di Venezia e 1974 presso l'Università Mediterranea di Reggio Calabria) venne introdotta la figura dell'Urbanista, il quale tuttavia non rientrava nell'elenco delle figure professionali riconosciute. 
Il riconoscimento professionale dei laureati in Urbanistica e Piaificazione Territoriale avvenne col D.P.R. n. 328 del 5 giugno 2001, i quali furono inseriti all'interno dell'Ordine degli Architetti (oggi nominato come Ordine degli Architetti, Pianificatori, Paesaggisti e Conservatori APPC) nel settore Pianificatori Sezione A con il titolo professionale di "Pianificatore Territoriale" (D.P.R. 328/2001, Art. 15 comma 3 lettera b). A seguito dell'introduzione delle Lauree Triennali in Pianificazione Territoriale, i laureati triennali in Pianificazione Territoriale furono inseriti all'interno dell'Ordine degli Architetti, Pianificatori, Paesaggisti e Conservatori nel settore Pianificatori Sezione B con il titolo professionale di "Pianificatore Iunior" (D.P.R. 328/2001, Art. 15 comma 5 lettera b).
Attualmente la formazione universitaria del Pianificatore Territoriale avviene all'interno dei Corsi di Laurea Triennale in Scienze della Pianificazione Territoriale, Urbanistica e Ambientale (L-21) e Corsi di Laurea Magistrale in Pianificazione Territoriale, Urbanistica e Ambientale (LM-48). L'iscrizione all'Ordine è subordinata al superamento dell'apposito Esame di Stato per l'abilitazione all'esercizio della professione.
Sulla base delle Sentenze del Consiglio di Stato n.6368/2003, n.2178/2008,n.1473/2009, n.686/2012, le quali hanno dichiarato che la professione di Architetto è unica e che gli iscritti all'Ordine degli Architetti, Pianificatori, Paesaggisti e Conservatori sono stati suddivisi in settori caratterizzanti la professione, i Pianificatori Territoriali vengono spesso indicati da Enti ed Organi Pubblici anche come Arch. Pianificatori Territoriali nonostante la diversa nomenclatura indicata dal D.P.R. 328/2001.

## Competenze
Ai sensi dell'art.16 Comma 2 del D.P.R. n.328 del 2001, formano oggetto dell'attività professionale degli iscritti nella Sezione A - Settore "Pianificazione Territoriale":
a) la pianificazione del territorio, del paesaggio, dell'ambiente e della città;
b) lo svolgimento e il coordinamento di analisi complesse e specialistiche delle strutture urbane, territoriali, paesaggistiche e ambientali, il coordinamento e la gestione di attività di valutazione ambientale e di fattibilità dei piani e dei progetti urbani e territoriali;
c) strategie, politiche e progetti di trasformazione urbana e territoriale.
Nello specifico, il Pianificatore Territoriale può redigere qualsiasi tipo di Piano Territoriale Quadro, di Piano Urbanistico Generale, di Piano Urbanistico Attuativo, nonché di tutti gli strumenti settoriali e complementari di pianificazione. Oltre a questo, esso può effettuare anche interventi di progettazione edilizia.

Ai sensi dell’art.16 Comma 5 del D.P.R. n.328 del 2001, formano oggetto dell'attività professionale degli iscritti nella Sezione B […] per il Settore "Pianificazione":
1) le attività basate sull'applicazione delle scienze volte al concorso e alla collaborazione alle attività di pianificazione;
2) la costruzione e gestione di sistemi informativi per l'analisi e la gestione della città e del territorio;
3) l'analisi, il monitoraggio e la valutazione territoriale ed ambientale;
4) procedure di gestione e di valutazione di atti di pianificazione territoriale e relativi programmi complessi.

## Normativa di riferimento
- R.D: n.1395 del 1923
- R.D. n.2537 del 1925
- D.I. 11 maggio 2000
- D.P.R. n.328 del 2001
- D.P.R. n.380 del 2001
- Nota MIUR del 28 maggio 2002
- Sentenze del Consiglio di Stato n.6368/2003, n.2178/2008,n.1473/2009, n.686/2012